# سیارک ۲۲۹۷۸
سیارک ۲۲۹۷۸ (به انگلیسی: 22978 Nyrola، نامگذاری:1999VO24) بیست و دو هزار و نهصد و هفتاد و هشتمین سیارک کشف شده‌است که در ۱۴ نوامبر ۱۹۹۹ کشف شد.
قدر مطلق سیارک برابر ۱۳٫۱۰ است.